# Lovemilla
Lovemilla és una pel·lícula de comèdia romàntica fantàstica finlandesa estrenada el 2015 dirigida per Teemu Nikki. La pel·lícula està basada en la sèrie de televisió #lovemilla que es mostra al canal Yle TV2 protagonitzada per Milka Suonpää i Joel Hirvonen.

## Argument
A la pel·lícula, Milla (Milka Suonpää) i Aimo (Joel Hirvonen), de 19 anys, viuen junts amb els pares zombis alcohòlics de Milla (Mari Rantasila i Matti Onnismaa). Amb els ingressos de Sakun Grill, que dirigeix Aimo, es poden moure. Aimo vol compensar les seves debilitats mentals amb força física i, finalment, compra extremitats metàl·liques per al seu cos, convertint-se lentament en un robot.
La pel·lícula es va estrenar en DVD el 15 d'abril de 2015.

## Repartiment
- Milka Suonpää - Milla[4]
- Joel Hirvonen - Aimo
- Teemu Nieminen - Ämpäri
- Miina Penttinen - Gitta
- Pauliina Suominen - Siiri
- Elina Knihtilä - Pirjo
- Olli Rahkonen - Jukka Kasvi
- Mari Rantasila - Malla
- Matti Onnismaa - Mikko
- Rami Rusinen - Maskotti
- Ville Jankeri - Vartija
- Jouko Puolanto - Roope
- Jari Virman - Kyösti Kyyhkynen
- Pelle Heikkilä - Esa
- Antti Reini -

## Reconeixements
Al XLVIII Festival Internacional de Cinema Fantàstic de Catalunya va rebe una menció especial al Premi Noves Visions Plus.